# Lago Fahrlander
El lago Fahrlander (en alemán: Fahrlandersee) es un lago situado al oeste de Berlín, en el distrito rural de Havelland, en el estado de Brandeburgo (Alemania), a una elevación de 30 metros; tiene un área de 210 hectáreas. 
El canal Sacrow–Paretz fluye a través de este lago.